# مرزیدره
مرزیدره، روستایی از توابع بخش شیرگاه شهرستان سوادکوه در استان مازندران ایران است. بقعه متبرکه این روستا امام زاده الیاس است.

## جمعیت
این روستا در دهستان لفور قرار دارد و براساس سرشماری مرکز آمار ایران در سال ۱۳۸۵، جمعیت آن ۱۲۰ نفر (۳۸خانوار) بوده‌است.